# Edmund Pick-Morino
Edmund Pick-Morino, eigentlich Ödön Pick, ungarisch Ödön Morinyi (* 13. März 1877 in Komorn; † 5. September 1958 in Dielbeek bei Brüssel) war ein ungarischer Maler.

## Leben
Edmund Pick-Morino war der Sohn eines Hutter genannten Realitätenbesitzers und kam schon in jungen Jahren nach Wien, wo er die Schule besuchte. Er schrieb sich am 2. November 1898 mit der Matrikelnummer 1924 als Oedön Pick für die Naturklasse an der Kunstakademie in München ein und studierte dort bei Gabriel von Hackl, Ludwig Herterich und Ludwig von Löfftz. Er wurde auch außerhalb der Akademie von der Münchner Kunstszene (Carl Schuch, Lovis Corinth) beeinflusst. Damals begann er sich Pick-Morino zu nennen. Später war Pick-Morino in Florenz Schüler von Arnold Böcklin und ab 1901 in Paris bei Albert Besnard und Pascal Adolphe Dagnan-Bouveret. Ab 1910 lebte er in Wien und Baden bei Wien, unternahm aber immer wieder Studienreisen. Während des Ersten Weltkriegs war Pick in Basel. 1919 bis 1929 war Pick-Morino in Wien, wo er 1921 Mitglied des Künstlerhauses wurde. Danach wieder in Frankreich, in Fontainebleau, reiste er nach Südfrankreich, Italien, in den Orient, nach Deutschland und Ungarn. 1939 übersiedelte er nach Budapest, wo er seinen Beinamen Morino in Morinyi änderte. 1958 verließ er Ungarn und starb in Belgien.

## Bedeutung
Edmund Pick-Morino begann in toniger Weise zu malen, wendete sich in Frankreich aber dem Impressionismus zu. In den 20er Jahren näherten sich seine Porträts, Landschaften und Stadtansichten dem malerischen Expressionismus österreichischer Prägung an. Seine Bildthemen waren vor allem Stillleben und Landschaften.

## Werke
- Selbstportrait (Privatbesitz), 1953?, Öl auf Leinwand, 50 × 40 cm
- Modena Park (Privatbesitz), 1920, Öl auf Leinwand, 54,8 × 68,2 cm
- Kürbis und Früchte (Privatbesitz), 1922, Öl auf Leinwand, 60 × 70 cm
- Akt mit Maske (Privatbesitz), 1925, Öl auf Leinwand, 99 × 78 cm
- Pescheria di Bragora, Venedig (Wien, Österreichische Galerie Belvedere, Inv. Nr. 2523), 1925, Öl auf Leinwand, 54 × 63 cm (Abbildung in der Datenbank Digitales Belvedere)
- Blumen in Vase (Privatbesitz), Öl auf Leinwand, 57 × 43,5 cm
- Blütenzweige (Privatbesitz), Öl auf Leinwand, 60 × 50 cm
- Blumenstilleben (Privatbesitz), Öl auf Leinwand, 36 × 30 cm
- Halbporträt einer Dame mit braunem Mantel (Privatbesitz), Öl auf Leinwand, 69,5 × 60 cm